# Bojowy patrol powietrzny
Bojowy patrol powietrzny (ang. combat air patrol – CAP) – lot patrolowy statku powietrznego nad rejonem celu, osłanianymi siłami, kluczowym obszarem strefy działań bojowych lub w obszarze obrony powietrznej, prowadzony w celu
przechwycenia i zniszczenia statków powietrznych przeciwnika zanim osiągną one swoje cele.
CAP jest szczególną operacją wydzielonych samolotów z grupy powietrznej lotniskowca polegającą na stałym patrolowaniu przestrzeni powietrznej nad i w pobliżu macierzystego okrętu, w trakcie prowadzonych przez niego innych operacji, w gotowości do natychmiastowego podjęcia walki z zagrażającymi lotniskowcowi samolotami przeciwnika.
Odmiany misji CAP:
- BARrier Combat Air Patrol (BARCAP) – lot między grupą bojową i kierunkiem, z którego spodziewany jest najbardziej prawdopodobny atak nieprzyjaciela.
- TARget Combat Air Patrol (TARCAP) – lot ponad celem ataku albo blisko niego, w celu ochrony wyspecjalizowanych samolotów takich jak AC-130 nękanych przez myśliwce wroga.
- High Asset Value Combat Air Patrol (HAVCAP) – lot w celu ochrony majątku wielkiej wartości (takie jak tankowiec powietrzny albo AWACS).